# Ипет-хемет (мифология)
Ипет-хемет («ипет её Величества») была в Древнем Египте одной из 12 помесячных богинь-гиппопотамов. Почиталась также как Ипет Амона-Ра. Ипет-хемет в древнеегипетской религии являлась телесным воплощением богини Хатор и богини Мут. Главными культовыми центрами её почитания являлись храмы в Фивах и в Дендере. В лунном древнеегипетском календаре (календарь Сотис) имя этой богини носил последний, 12-й месяц Ипет-хемет.
В период с XXI по XXIV династию египтяне представляли и славили Ипет-хемет как «далёкую богиню, взирающую в свой праздник на всепобеждающие Фивы». Этот священный титул отождествляет её с богинями Хатор и Мут, которые были также «далёкими богинями» и носителями «глаза Ра».
Изображалась Ипет-хемет обычно с телом беременной самки гиппопотама, с головой гиппопотама, человеческими руками, спиной крокодила и львиными когтями. Изображённая в человеческом обличье, богиня носит древнеегипетскую двойную корону и корону Хатор. Среди 50 почитавшихся в храмах маммиси божеств Ипет-хемет носила дополнительный титул Богиня Богов, среди доброжелательных и гостеприимных дам. Храмы в её честь находились в таких культовых центрах, как Филы и Эдфу. Дальнейшие функции Ипет-хемет заключались в её роли как Небету и Хатор в роли «госпожи полей» и в связи с празднованием Ипип.
Во времена XXVI (саисской) династии и в греко-римское время Ипет-хемет выступала богиней как первого, так и третьего месяцев периода Шему. В начале эпохи Нового царства она была богиней второго месяца периода Шему, во времена с правления фараона Аменофиса III и до Рамсеса I она также «управляла» вторым месяцем периода Шему.